# Gizem Örge
Hatice Gizem Örge, född 26 april 1993 i Yenimahalle, Ankara, Turkiet, är en volleybollspelare (libero).
Som junior spelade Örge först för Batıkent och senare Ankara Eczacı SK. Med Ankara Eczacı började hon spela som senior 2007 då laget lyckades kvalificera sig för spel i Voleybol 2. ligi (den dåvarande näst högsta serien). Efter ett år med Ankara Eczacı gick hon över till  Nilüfer BSK i Voleybol 2. Ligi 2008. Med dem fortsatte framgångarna då laget blev uppflyttade till Voleybol 1. ligi första året. Örge skrev kontrakt med Vakıfbank SK 2012, men blev tillbakalånad till Nilüfer BSK första säsongen. Tiden med Vakıfbank blev framgångsrik med fem vunna turkiska mästerskap, liksom tre vunna turkisk cuper och lika många supercuper. Internationellt blev det två segrar i CEV Champions League samt två segrar i världsmästerskapet i volleyboll för klubblag. Hon gick över till Fenerbahçe SK 2021.
Örge har spelat Turkiets landslag, både på junior- och seniornivå. Med dem har hon vunnit European Volleyball League 2014 och Volleyball Nations League 2023 samt deltagit i en stor mängd internationella turneringar. Vid Volleyball Nations League 2023 utsågs hon till bästa libero.